# 还我河山 (1966年电影)
《还我河山》，是1966年李嘉、李行和白景瑞执导、葛香亭等出演的电影作品，该电影主要讲述的是战国时期，齐国用计将被燕国占领的土地收复的故事。

## 電影內容
战国时期，齐国先打败了燕国，而后燕国用计击败了齐国，并占领了齐国很多的地方，而在这之后，齐国的将领又用计将燕国占领的地方又夺了回来。

## 演员
- 葛香亭
- 唐宝云
- 魏苏
- 冯海
- 傅碧辉
- 江明
- 葛小宝
- 蔡慧华
- 薛汉
- 苗天
- 韩苏
- 王宇

## 所获奖项
- 1967第5届台湾电影金马奖中，该作获得“最佳发扬民族精神特别奖”。
- 在第十四届亚太影展中获得最佳美术设计奖。

## 備註
1. ↑  黄仁. . 2004年.
2. ↑  . 1988年.
3. ↑  曾西霸. . 2007年.
4. ↑  张骏祥, 程季华. . 1995年.

## 外部連結
- 豆瓣电影上《还我河山》的資料 （简体中文）
- 香港影庫上《还我河山》的資料（繁體中文）
- 互联网电影数据库（IMDb）上《还我河山》的资料（英文）
- 时光网上《还我河山》的資料（简体中文）